# 坂東國男
坂東 國男（ばんどう くにお、1947年1月10日 - ）は、日本のテロリスト、新左翼活動家。共産主義者同盟赤軍派兵士を経て連合赤軍に合流。あさま山荘事件で逮捕後、クアラルンプール事件によって日本赤軍に参加した。

## 来歴
滋賀県大津市生まれ。生家は東海道本線（琵琶湖線）石山駅前で旅館を営んでいた。滋賀県立膳所高等学校卒業。高校時代の進学希望先は防衛大学校だったが色覚異常のため断念。
1966年に京都大学農学部林学科に入学するがのちに退学。1971年代に赤軍派の坂東隊として、植垣康博、山崎順らを率いてM作戦（金融機関強盗）を行った。赤軍派が京浜安保共闘と統一し連合赤軍となると、連合赤軍中央委員に就任。連合赤軍での序列は5位。
連合赤軍幹部として山岳ベース事件に関与。1972年2月19日に警察の手から逃れるために仲間4人とともにあさま山荘事件を起こすが、2月28日に逮捕される。あさま山荘事件を起こした5人の中では唯一の赤軍派出身であった。40日間黙秘をしていたが、事件中に自殺した父親の位牌を見せられると山岳ベース事件やあさま山荘事件に関する供述を始めた。
獄中では永田洋子、植垣らと共に塩見派につき赤軍派プロ革派に参加。1975年に日本赤軍によるクアラルンプール事件で超法規的措置により釈放・国外脱出し日本赤軍に参加。日本赤軍参加後は同組織最高幹部である重信房子の忠実な側近となった時期があり、重信を「敬愛する司令官同志」と表現したパンフレットの作成を行ったが、1975年以降の重信の路線に反発する和光晴生とは激しく対立、日本赤軍からの脱退届を提出した和光に対する査問会議の議長を務めるなどしたが、結果的に和光の脱退は阻止できず、さらに連合赤軍時代さながらの総括要求を繰り返し、空回りする坂東に嫌気がさした和光以外の複数人の離脱を招いた。
2024年現在も連合赤軍事件だけでなく、日本赤軍としてダッカ日航機ハイジャック事件に関与した罪も加わり警察庁に指名手配中であると同時に国際手配されている。警察庁は坂東の70歳前後となった顔立ちを想定した似顔絵のポスターも作成している。
公安当局によると、坂東は基本的に中東に拠点を置き、中国、ネパール、ルーマニア、オーストリアなどでの入国の形跡が確認されているが、詳細な消息および現在の生死は不明である。警察庁中村格長官の見解では坂東を含む逃走メンバーは重信房子の日本赤軍解散宣言に同意せずと考えている。
あさま山荘事件の犯人5人の中で坂東だけ国外逃亡に成功し、裁判が終了していない。あさま山荘事件では警察は死者2名重軽傷者24名を出しているため、あさま山荘事件の立て篭もり犯人である坂東に対する警察の意識は日本赤軍の国際手配犯の中でもかなり強い。警察関係者の中には「坂東國男が逮捕されて裁判が終わらない限り、あさま山荘事件は終わらない」と考える者もいる。

## 著書
- 『永田洋子さんへの手紙―『十六の墓標』を読む』彩流社、1984年、ISBN 4882020602

## 坂東國男を描いた作品
- 映画『実録・連合赤軍 あさま山荘への道程』(2008年公開) - 大西信満が坂東國男を演じている。

- 漫画『レッド』(作者:山本直樹、2006年-2018年) - 作中に登場する志賀邦夫は、坂東國男がモデル。